# Пермяков, Николай Александрович
Никола́й Алекса́ндрович Пермяко́в (9 [22] мая 1912, Мишкино, Оренбургская губерния — 2 декабря 1992, Екатеринбург) — советский военный деятель, генерал-майор (1955 год).

## Биография
Николай Пермяков родился 9 (22) мая 1912 года (по другим данным 8 мая 1912 года) в селе Мишкино Введенской волости (или Мишкинской волости, которая была образована между 1901 и 1916 годами) Челябинского уезда Оренбургской губернии, ныне посёлок городского типа — административный центр Мишкинского муниципального округа Курганской области. Русский.

### Военная служба
16 сентября 1928 года призван в ряды Рабоче-крестьянской Красной Армии и направлен на учёбу в Объединённую Татаро-Башкирскую военную школу имени Татарского ЦИК, после окончания которой в октябре 1930 года оставлен в школе и назначен на должность младшего командира.
В июне 1931 года направлен в 171-й стрелковый полк (Приволжский военный округ), дислоцированный в Челябинске, где служил на должностях командира взвода и начальника учебного отделения корпусной школы старшин, однако уже в октябре 1931 года переведён в 254-й Златоустовский стрелковый полк (85-я стрелковая дивизия), где служил командиром взвода и роты, помощником начальника штаба 1-го батальона.
В 1932 году вступил в ВКП(б), в 1952 году партия переименована в КПСС.
В сентябре 1936 года назначен на должность начальника штаба батальона 11-го отдельного стрелкового полка, который в октябре того же года был передислоцирован на Дальний Восток, где включён в состав Владивостокского укреплённого района (Тихоокеанский флот). В декабре 1937 года Н. А. Пермяков переведён в штаб Владивостокского укреплённого района, где назначен на должность помощника начальника 1-го (оперативного) отделения.
В июне 1939 года направлен на учёбу в Военную академию имени М. В. Фрунзе.

### Великая Отечественная война
В июле 1941 года капитан Н. А. Пермяков был выпущен из академии, после чего направлен на Северо-Западный фронт, где назначен на должность помощника начальника разведывательного отдела штаба 48-й армии, которая вскоре вела оборонительные боевые действия на рубеже Большой Волок, северный берег реки Мшага, Шимск, западнее озера Ильмень, в ходе которых в середине августа противник прорвал оборону армии в районе Шимска, в результате чего занял западную часть Новгорода. Вскоре 48-я армия вела оборонительные боевые действия в районе Чудово и Колпино, отступая по направлению на Шлиссельбург и затем частью сил — на северный берег Невы, а главными силами и штабом — по направлении Волхова, где была включена в составе 54-ю армию, после чего капитан Н. А. Пермяков назначен в штабе этой же армии на должность помощника начальника оперативного отдела. Вскоре армия принимала участие в боевых действиях в ходе Тихвинских оборонительной и наступательной операций.
Зимой 1941—1942 года Н. А. Пермяков командовал лыжным батальоном в составе той же армии, который вёл боевые действия в тылу противника, захвачена дорога Погостье-Гороховец с железнодорожной станцией, которые удерживались несколько дней до подхода главных сил армии. Весной 1942 года Н. А. Пермяков вернулся в штаб 54-й армии, где назначен на должность старшего помощника начальника оперативного отдела, после чего принимал участие в боевых действиях на волховском направлении.
22 февраля 1943 года подполковник Н. А. Пермяков назначен на должность начальника оперативного отделения штаба 165-й стрелковой дивизии, 18 апреля — на должность начальника оперативного отделения — заместителя начальника штаба 177-й стрелковой дивизии.
24 апреля 1943 года переведён на должность начальника штаба 281-й стрелковой дивизии. В период с 10 июня по 2 июля 1943 года исполнял должность командира дивизии, после чего вернулся на должность начальника штаба. 281-я стрелковая дивизия вела оборонительные боевые действия северо-восточнее Любани, а с января 1944 года участвовала в ходе Ленинградско-Новгородской и Новгородско-Лужской наступательных операций и освобождении 28 января города Любань. В мае 1944 года дивизия передислоцирована на Карельский перешеек, после чего участвовала в ходе Выборгской наступательной операции, после окончания которой продолжила находиться на перешейке и занималась боевой подготовкой. В сентябре была передислоцирована через Эстонию в Польшу в район города Острув-Мазовецки, где и заняла оборонительные рубежи. В январе 1945 года 281-я стрелковая дивизия перешла в наступление с Пултусского плацдарма на реке Нарев, после чего принимала участие в ходе Млавско-Эльбингской, Восточно-Прусской и Восточно-Померанской наступательных операций и освобождении городов Дойч-Эйлау, Эльбинг и Данциг.

### Послевоенная карьера
После окончания войны в июне 1945 года дивизия была расформирована в городе Бельгард, а полковник Н. А. Пермяков в сентябре 1945 года направлен на учёбу в Высшую военную академию имени К. Е. Ворошилова, после окончания которой в марте 1948 года назначен на должность начальника оперативного отдела Оперативного управления Забайкальского военного округа, в январе 1954 года — на должность начальника Оперативного управления и 1-го заместителя начальника штаба округа.
В октябре 1957 года генерал-майор Н. А. Пермяков направлен в спецкомандировку в Китайскую Народную Республику, где назначен на должность был военным советником начальника Оперативного управления Генерального штаба Народно-освободительной армии Китая, а в январе 1959 года — на должность главного специалиста при Оперативном управлении Генштаба НОАК.
В сентябре 1959 года вернулся в СССР и назначен на должность начальника оперативного отдела и 1-го заместителя начальника штаба Уральского военного округа, а в марте 1964 года — на должность военного комиссара Свердловского областного военного комиссариата. 24 сентября 1968 года вышел в запас.
Генерал-майор Николай Александрович Пермяков умер 2 декабря 1992 года. Похоронен на Восточном кладбище Орджоникидзевского района города Екатеринбурга Свердловской области.

## Награды
- Орден Ленина, 3 ноября 1953 года
- Орден Красного Знамени, дважды: 21 июня 1944 года[3] и 20 июня 1949 года[4]
- Орден Отечественной войны I степени, дважды: 21 февраля 1945 года[5] и 6 апреля 1985 года[6]
- Орден Отечественной войны II степени, 14 июня 1945 года[7]
- Орден Красной Звезды, дважды: 3 ноября 1944 года[8] и 31 октября 1967 года
- Медаль «В ознаменование 100-летия со дня рождения Владимира Ильича Ленина», 1970 год
- Медаль «За оборону Ленинграда», 6 сентября 1943 года[9][10][11][12][13]
- Медаль «За победу над Германией в Великой Отечественной войне 1941—1945 гг.»
- Медаль «За взятие Кёнигсберга»
- Медаль «В память 800-летия Москвы»
- Медаль «В память 250-летия Ленинграда»
- Иностранный орден
- Две медали «Китайско-советская дружба»